# Kameralamt Herbrechtingen
Das Kameralamt Herbrechtingen war eine Einrichtung des Königreichs Württemberg, die im Amtsbezirk Besitz und Einkommen des Staates verwaltete. Es bestand von 1807 bis 1843 in Herbrechtingen. Das Kameralamt wurde im Rahmen der Neuordnung der Staatsfinanzverwaltung im Königreich Württemberg geschaffen.

## Geschichte
Gemäß Verordnung vom 6. Juni 1819 wurden dem Kameralamt Herbrechtingen die Forst- und Jagdgefälle der Reviere Herbrechtingen und Anhausen des Forstamts Schnaitheim zugeteilt.
Die Auflösung des Kameralamts Herbrechtingen erfolgte laut Verordnung vom 6. März 1843. Das Kameralamt Heidenheim übernahm vom aufgelösten Kameralamt Herbrechtingen die zum Oberamtsbezirk Heidenheim gehörigen Gemeinden.